# إبراهيم المارغني
إبراهيم المارغني واسمه الكامل  أبو إسحاق إبراهيم بن أحمد بن سليمان المارغني التونسي هو فقيه علامة تونسي ومؤلف ديني وشيخ القراء والمقرئين بجامع الزيتونة الشهير في تونس، و لد سنة 1281هـ – 1865م و توفي سنة 1349هـ – 1931م.

## أعماله ومؤلفاته
درَّس إبراهيم المارغني في جامع الزيتونة علم التوحيد وعلم القراءات والفقه و البلاغة وعلومها وعلم الفرائض وعلم الفلك و الأدب والتفسير والحديث والأصول.
ومن أبرز مؤلفاته :
- دليل الحيران: شرح مورد الظمآن في رسم وضبط القرآن.[3]
- تنبيه الخلان: إلى شرح الإعلان بتكميل مورد الظمآن.
- النجوم الطوالع على الدرر اللوامع في أصل مقرأ الإمام نافع.[4]
- تحفة المقرئين والقارئين: في حكم جمع القراءات في كلام رب العالمين.
- القول الأجلى: في كون البسملة من القرآن أو لا.
- بغية المريد: إلى جوهرة التوحيد وغيرها.